# (37856) 1998 EV12
1998 EV12 (asteroide 37856) é um asteroide da cintura principal. Possui uma excentricidade de 0.15537480 e uma inclinação de 3.15361º.
Este asteroide foi descoberto no dia 1 de março de 1998 por Eric Walter Elst em La Silla.